# Francis J. Murray
Francis Joseph Murray (* 3. Februar 1911 in New York; † 15. März 1996 in Durham, North Carolina) war ein US-amerikanischer Mathematiker.
Francis J. Murray studierte und an der Columbia University und wurde dort 1936 mit der Schrift  Linear Transformations Between Hilbert Spaces and the Application of the Theory to Linear Partial Differential Equations promoviert. Er trat der dortigen mathematischen Fakultät bei und wurde 1949 zum Professor ernannt. Murray saß von 1953 bis 1957 der Kommission für Angewandte Mathematik der American Mathematical Society vor.
1957 wechselte er zur Duke University und forschte dort in numerischer Analysis. Darin beriet er mehrere US-Army-Behörden, wofür er 1967 mit der Outstanding Civilian Service-Medaille der US-Army ausgezeichnet wurde. Von 1974 bis 1980 war er Direktor des Bachelor-Studiengangs an der Duke University. Francis J. Murray starb am 15. März 1996 im Duke Hospital.
Besondere Bekanntheit erlangte Murray durch seine Zusammenarbeit mit John von Neumann, aus der die grundlegenden Arbeiten über Operatorenringe, die später den Namen Von-Neumann-Algebren erhielten, hervorgingen:
- F.J. Murray, J. von Neumann: On rings of operators. Ann. of Math. (2), Band 37, 1936, Seiten 116–229.
- F.J. Murray, J. von Neumann: On rings of operators II. Trans. Amer. Math. Soc., Band 41, 1937, Seiten 208–248.
- F.J. Murray, J. von Neumann: On rings of operators IV. Ann. of Math. (2), Band 44, 1943, Seiten 716–808.